# Вулиця Домбровського (Житомир)
Вулиця Домбровського — вулиця в Богунському районі міста Житомира. Названа на честь відомого діяча польського національно-визвольного руху, генерала Паризької комуни, уродженця Житомира Ярослава Домбровського.

## Характеристики

### Розташування
Розташована у Старому місті (місцевість Сінний Ринок) та північній частині міста. Ділянка між вулицями Покровською та Івана Мазепи знаходиться в частині Старого міста, що має історичну назву «Новоє Строєніє» («Нова Будова»).
Бере початок від вулиці Перемоги, прямує на схід, завершуючись виходом до Східної вулиці. Вулицю Домбровського перетинають: Покровська вулиця, вулиця Князів Острозьких, вулиця Івана Мазепи. Перехрестям з вулицею Домбровського завершуються: вулиці Юрка Тютюнника, Небесної Сотні, Хлібна, провулки: Будівельний та Зенітний. Від вулиці Домбровського беруть початок 1-й та 2-й Сінні провулки.

### Забудова
Вздовж вулиці існує як багатоповерхова забудова, так і садибна, а також промислова.
Багатоповерхова забудова: п'яти- та дев'ятиповерхові багатоквартирні житлові будинки 1960 —1990-х рр. побудови; наявні декілька громадських та виробничо-складських будівель.
Садибна житлова забудова представлена житловими будинками 1950-х — 1960-х років побудови (такі будинки зосереджені переважно між вулицями Івана Мазепи й Східною) та історичною забудовою ХІХ — поч. ХХ ст., що найбільше зосереджена між вулицями Покровською й Князів Острозьких (південна сторона), Сінним ринком та вулицею Івана Мазепи (північна сторона). На інших ділянках вулиці історична забудова з'являється рідко, як от між вулицями Перемоги та Юрка Тютюнника. На вулиці Домбровського здійснюється багатоповерхове житлове будівництво — 9-10 поверхові житлові комплекси.

### Транспорт
Вулиця з двостороннім рухом транспорту. По вулиці пролягають: маршрут муніципального автобуса й маршрути маршрутного таксі.

### Заклади, установи та організації
- № 3А — торговельний центр «Дастор»;
- № 4А — Музична школа № 4;
- № 11А — Дитячо-юнацька спортивна школа № 1;
- № 21 — Ліцей № 36 міста Житомира імені Ярослава Домбровського;
- № 25 — Поштове відділення № 25 оператора «Нова Пошта»;
- № 25 — Ринки «Сінний», «Тетерів»;
- № 36 — Відділення банку «ПриватБанк».

## Історичні відомості

### Історія зміни назв
Історична назва вулиці — Сінна вулиця — відома з другої половини ХІХ ст. Від історичної назви вулиці походять назви двох провулків, що беруть початок з цієї вулиці — 1-го Сінного та 2-го Сінного.
У 1961 році отримала нинішню назву — вулиця Домбровського.

### Історія формування вулиці та її забудови
Вулиця проєктувалася генеральним планом Житомира 1845—1855 років. Нова вулиця передбачалася значно довшою і мала з'єднувати Східну вулицю з Руднянською (нині Короленка), перехрестя з якою передбачалося неподалік Руднянського майдану. Західна частина Сінної вулиці, що формувалася окремо від основної частини Сінної вулиці пізніше отримала назву Новосінна вулиця.
Здавна територія сучасної вулиці Домбровського на схід від нинішнього Сінного ринку являла собою землі Гончарного хутора. Землі на захід від перехрестя з Покровською вулицею у 1850-х роках на трьохверстовці Шуберта показані вільні від забудови, проте дещо заболочені.
Вулиця почала формуватися в районі перехрестя з Хлібною вулицею. Перші житлові будинки вулиці показані на плані Житомира 1852 році та знаходилися з південної сторони вулиці, поруч з перехрестям з Хлібною вулицею, яка уже відбулася. Місцевість, де з 1850-х років постали новобудови, офіційно отримала назву Новоє Строєніє.
Протягом другої половини ХІХ ст. сформувалася торгова Сінна площа, передбачена генпланом, а також вулиця, що проходила крізь південну межу майдану та отримала назву Сінна вулиця. До кінця ХІХ ст. траса й забудова Сінної вулиці сформувалися між вулицями Великою Вільською та Міщанською (нинішніми вулицями Перемоги та Івана Мазепи).
Ділянка вулиці між нинішніми вулицями Івана Мазепи та Східною сформувалася та забудувалася значно пізніше — після Другої світової війни, до 1960-х років. Станом на 1968 рік ця ділянка вулиці забудувалася з південного боку, однак була значно вужчою та незабудованою з півночі. Згодом з північної сторони цієї ділянки вулиці сформувався гаражний кооператив.
Першою багатоповерховою будівлею вздовж вулиці стала школа № 36, збудована у 1939 році. Вулиця почала масово забудовуватися багатоповерховими житловими будинками з кінця 1960-х років. Перший п'ятиповерховий житловий будинок вулиці — № 30, 1968 року побудови. Дев'ятиповерхівки вздовж вулиці з'явилися з 1980-х років. У 1990-х роках Сінна площа та стадіон «Електрон» забудувалися малими архітектурними формами, а з 2010-х років торговельними павільйонами ринків «Сінний», «Тетерів».